# Weasel Hill
Der Weasel Hill ist ein markanter und 835 m hoher Hügel an der Nordenskjöld-Küste des Grahamlands im Norden der Antarktischen Halbinsel. Er ragt aus einem Vorlandgletscher 8 km nördlich des Larsen Inlet zwischen dem Pyke- und dem Polaris-Gletscher auf.
Vermessungen durch den Falkland Islands Dependencies Survey zwischen 1960 und 1961 dienten seiner Kartierung. Das UK Antarctic Place-Names Committee benannte den Hügel nach dem M29 Weasel, einem Kettenfahrzeug der US-amerikanischen Studebaker Corporation.